# スタダイス

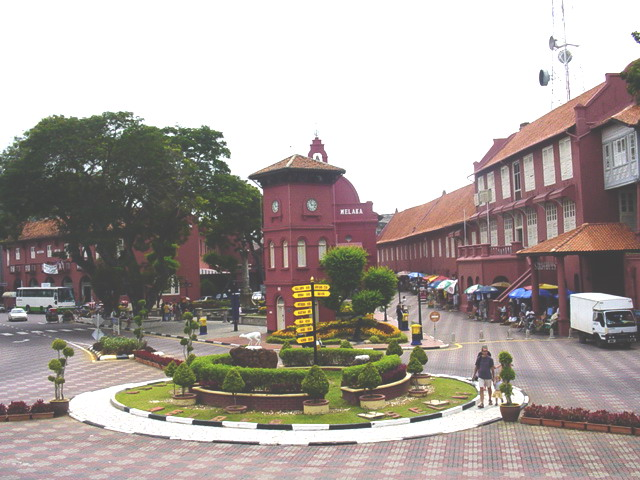
スタダイス

スタダイス（Stadthuys）は、マレーシアのマラッカの旧市街中心部に位置する建物。「赤い広場」(Red Square) の別名を持つ。1650年にオランダの征服者がオフィスとして建てたもの。
マラッカが19世紀にイギリスに引き渡されると、1826年12月7日にこの地に住んでいた宣教師によってスタダイスに隣接する場所に無償の学校が建てられた。これはJ. Humprey、J. W. Overee、A. W. Baumgartenによるマラッカに英語教育機関を要求した1825年4月19日付けの手紙を受けてのものであった。英国が住人に無償教育を提供した学校は、最終的に1871年にマラッカ高等学校と改名され、英国政府に引き継がれた。1931年に現在の場所に移った。